# Gruppo Sportivo Almas Roma 1980-1981
Questa pagina raccoglie le informazioni riguardanti l'ALMAS Roma nelle competizioni ufficiali della stagione 1980-1981.

## Rosa
| N. |                   | Ruolo | Calciatore          |
| -- | ----------------- | ----- | ------------------- |
|    | Italia (bandiera) | P     | Wolfranco Crescenzi |
|    | Italia (bandiera) | P     | Stefano Tontini     |
|    | Italia (bandiera) | D     | Augusto Agostini    |
|    | Italia (bandiera) | D     | Aldo Anzuini        |
|    | Italia (bandiera) | D     | Stefano Astolfi     |
|    | Italia (bandiera) | D     | Fabio Dal Monte     |
|    | Italia (bandiera) | D     | Orlando Deriu       |
|    | Italia (bandiera) | D     | Alfredo Fulvi       |
|    | Italia (bandiera) | D     | Marco Pasqualini    |
|    | Italia (bandiera) | C     | Massimo Bianchi     |
|    | Italia (bandiera) | C     | Claudio Cesari      |
|    | Italia (bandiera) | C     | Paolo De Simoni     |
|    | Italia (bandiera) | C     | Ettore Groppi       |
|    | Italia (bandiera) | C     | Maurizio Manieri    |
|    | Italia (bandiera) | C     | Luciano Orati       |

| N. |                   | Ruolo | Calciatore           |
| -- | ----------------- | ----- | -------------------- |
|    | Italia (bandiera) | C     | Fabrizio Stacchiotti |
|    | Italia (bandiera) | C     | Marco Zenari         |
|    | Italia (bandiera) | A     | Fiorenzo Castellani  |
|    | Italia (bandiera) | A     | Sandro Cristiani     |
|    | Italia (bandiera) | A     | Massimo Franceschi   |
|    | Italia (bandiera) | A     | Giovanni Ludovici    |
|    | Italia (bandiera) | A     | Luca Petrini         |
|    | Italia (bandiera) | A     | Fabrizio Venturini   |
|    | Italia (bandiera) | A     | Ronaldo Zamberla     |
|    | Italia (bandiera) |       | Andreoli             |
|    | Italia (bandiera) |       | Ciaralli             |
|    | Italia (bandiera) |       | Di Pietri            |
|    | Italia (bandiera) |       | Gentili              |
|    | Italia (bandiera) |       | Leone                |